# Comté d'Androscoggin
Le comté d’Androscoggin est un comté de l'État du Maine, aux États-Unis. Le siège est Auburn. Selon le recensement de 2010, sa population est de 107 702 habitants, dont 14,29 % parlent le français à la maison. Une particularité intéressante de ce comté est qu’il héberge le camp Tékakwitha, la seule colonie de vacances entièrement francophone aux États-Unis.

## Géographie
La superficie du comté est de 1 288 km2, dont 1 218 km2 est de terre.

### Géolocalisation
|                | Comté de Franklin     | Comté de Kennebec  |
| Comte d'Oxford | Comté de Androscoggin |                    |
|                | Comté de Cumberland   | Comté de Sagadahoc |

### Localités
- Auburn
- Durham
- Greene
- Lewiston
- Sabattus

## Démographie
Selon l'American Community Survey, en 2010, 86,81 % de la population âgée de plus de 5 ans déclare parler l'anglais à la maison, 9,65 % le français, 1,56 % l'espagnol et 2,49 % une autre langue.